# Hash Marihuana & Hemp Museum

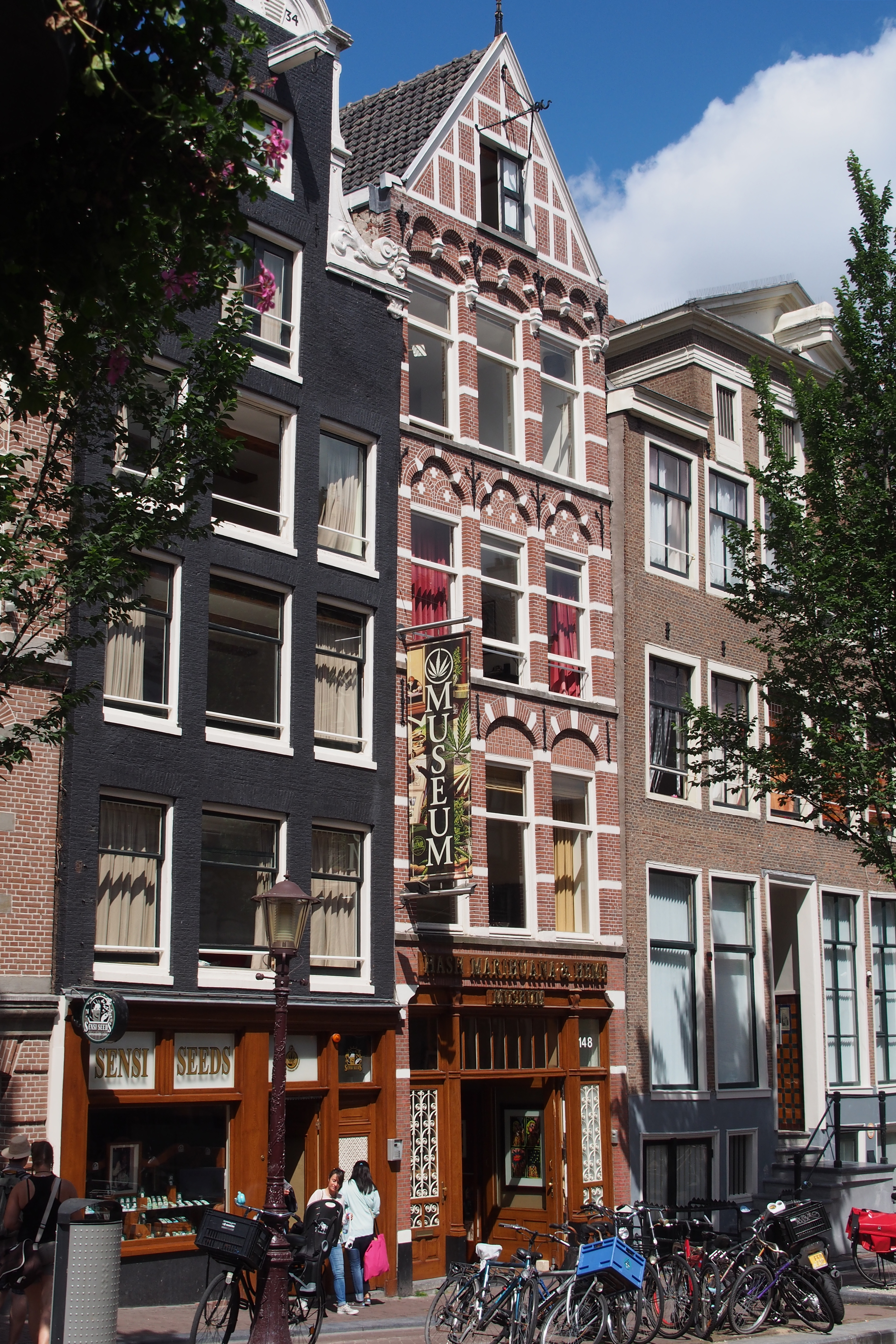
Gebäude des Hash Marihuana & Hemp Museum

Das Hash Marihuana & Hemp Museum ist ein Museum in der Amsterdamer Innenstadt (Nordholland) und liegt im Rotlichtviertel,
genannt De Wallen. Das Museum besitzt viele Objekte, unter anderem zu folgenden Themen: Verwendung von Cannabis, Pfeifen, Gebrauch in der modernen Medizin, Werkzeuge der vorindustriellen Hanfverarbeitung.

## Geschichte
Im Jahr 1985 wurde das Museum von Ben Dronkers gegründet und galt als erstes dieser Art weltweit, das ausschließlich über Cannabis informiert. Ziel des Museums war und ist es, interessierte Besucher zu informieren über
das kulturelle Phänomen von Haschisch, Hanf, Marihuana „und nicht nur um das Genussmittel in den Amsterdamer Coffeeshops“ (Ben Dronkers). „Seit dem 1. Juli [2010] darf in Hollands Cafés und Restaurants nicht mehr geraucht werden. Das gilt auch für die weltberühmten Coffeeshops. Mit einem Unterschied: Der Gesetzgeber hat zwar das Rauchen von Tabak verboten, aber nicht den von Cannabisprodukten.“ Ein Schlupfloch war schnell gefunden, denn das Rauchen von Tabak in ausgewiesenen Raucherzonen war noch legal. Dieses Gesetz wurde im April 2020 geändert und verbietet alle Raucherbereiche in Cafés, Restaurants und auch Coffeeshops. Infolgedessen war das Rauchen von Tabak in einem Coffeeshop seit 2010 nicht illegal, sondern erst seit April 2020.

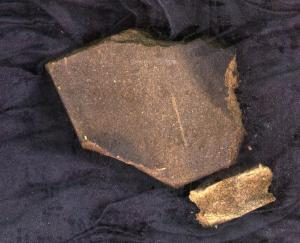
Ein Stück Haschisch („Piece“)

Bis zum Jahr 2008 hatte das Hash Marihuana & Hemp Museum zwei Millionen Besucher. Neben dem Museum wurde eine Museums Gallery eröffnet. Die Besucher werden unter anderem informiert über den Anbau von Cannabis bis zu den Heilungsritualen im Altertum. Die Sammlungen des Museums und der Gallery umfassen Web- und Spinngeräte für Hanf, niederländische Gemälde aus dem 16. und 17. Jahrhundert, wie Bürger zur Entspannung Cannabis genießen. Außerdem Rauchutensilien aus aller Welt die aufzeigen, dass Haschisch und Marihuana in verschiedenen Kulturen geraucht wurde.
Wissenschaftler und Schriftsteller aus der ganzen Welt besuchten bisher das Museum, um ihr eigenes Wissen zur Verfügung zu stellen und sich zu informieren. Erweitert wurden die Abteilungen für Medizin, Kunst und Popkultur. Multimedia-Ausstellungen informieren mit Kurzfilmen über die historischen, industriellen und politischen Aspekte von Cannabis. Das Hash Marihuana & Hemp Museum ist täglich geöffnet von 10:00 bis 23:00 Uhr und liegt in der Straße Oudezijds Achterburgwal 148. Das Museum macht keine Werbung für Drogen, sondern möchte alleine darüber informieren.

### Hash Marihuana & Hemp Museum in Barcelona
Der Gründer Ben Dronkers suchte wegen der ständig erweiterten Sammlungen eine neue Niederlassung, ein „Schwestermuseum“. 2003 hatte er in Barcelona ein Gebäude aus dem 15. Jahrhundert gefunden, das offiziell am 9. Mai 2012 geöffnet wurde. Die Restaurierung der Innenräume wurde von Dronkers und dem Architekten Jordi Romeu vorgenommen, wobei die Organisation zur Wahrung des kulturellen Erbes in Barcelona die Restaurierung überwachte.